# Al-Ramadin
Al-Ramadin, en arabe : الرماضين,  est un village du gouvernorat de Hébron en Palestine, situé à 24 km au sud-ouest de Hébron, au sud-ouest de la Cisjordanie.
Selon le recensement du bureau central palestinien des statistiques, la localité compte une population de 4 150 habitants en 2017.